# Palazzo Piccolomini (Siena)
Palazzo Piccolomini si trova a Siena, in Banchi di Sotto, angolo via Rinaldini. Costruito su disegno di Bernardo Rossellino per i potenti banchieri Piccolomini, è oggi sede dell'Archivio di Stato e del museo delle tavolette di Biccherna. 

## Storia e descrizione

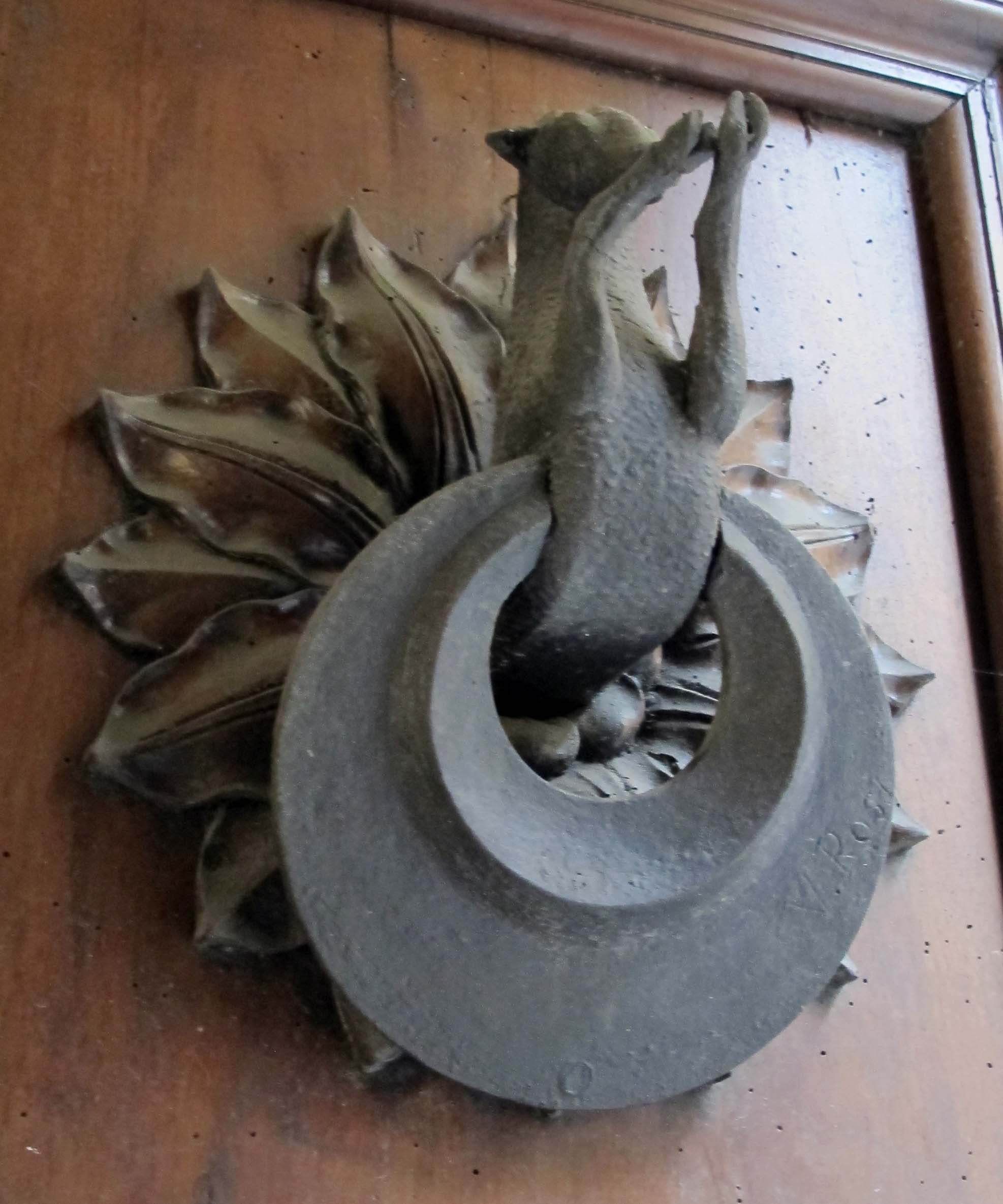
Maniglia battiporta con crescente

Principale residenza della famiglia, fu edificato in stile rinascimentale fiorentino dal 1469 sotto la direzione di Pietro Paolo Porrina, che si avvalse in tutta probabilità dei disegni di Bernardo Rossellino. Stilisticamente riecheggia sia palazzo Rucellai a Firenze, di Leon Battista Alberti, sia il palazzo Piccolomini di Pienza, dello stesso Rossellino. 
Ha un'elegante facciata in pietra scandita da file di bifore divise da marcapiano (più tarde sono le finestre inginocchiate al piano terra) e coronata da un fastoso cornicione. Qua e là si notano i crescenti che alludono allo stemma Piccolomini. Al piano terreno i braccioli in ferro battuto sono originali. Le finestre del piano terra sono incorniciate da blocchi di travertino finemente lavorati mentre il resto della facciata è in calcare cavernoso.
L'interno è stato ristrutturato a più riprese e oggi ha l'aspetto legato ai lavori di Giuseppe Partini del 1887.